# ステファン・ヒーレンバーグ
ステファン・マクダネル・ヒーレンバーグ（Stephen McDannell Hillenburg、1961年8月21日 - 2018年11月26日）は、アメリカ合衆国のアニメーター、声優、海洋科学の教育者。
アメリカのケーブルテレビチャンネルであるニコロデオンのテレビアニメーションシリーズ『スポンジ・ボブ』の作者などとして知られている。ヒーレンバーグは、スポンジ・ボブの最初の3シーズンのショーランナーを務め、同作品はアメリカ及びアメリカのテレビで5番目に長いテレビアニメーションシリーズとなった。

## 略歴
オクラホマ州ロートンで生まれ、カリフォルニア州アナハイムで育ったヒーレンバーグは、子供の頃海に魅力を感じ、芸術に興味を持つ。1984年にオレンジ郡海洋研究所で海洋生物学を当時の生徒に教育し、タイドプールの動物についての漫画である『The Intertidal Zone』を書き、教師として歩み始める。教師を辞めてから2年後の1989年、ヒーレンバーグはカリフォルニア芸術大学に入学し、アニメーターとしてのキャリアを積む。その後、彼はアニメーションについて学んでいる途中で制作した短編映画『Green Beret』（1992年）と『Wormholes』（1992年）で成果を得た後、ニコロデオンのテレビアニメーションシリーズ『ロッコーのモダンライフ』（Rocko's Modern Life、1993年 – 1996年）の制作に参加する。
1994年、ヒーレンバーグは『The Intertidal Zone』のキャラクターやコンセプトを発展させ、アニメーションシリーズ『スポンジ・ボブ』の制作を始める。『スポンジ・ボブ』は1999年の初放送から、以来連続して放映された。また、元来最終回となることを意図して制作された『スポンジ・ボブ/スクエアパンツ ザ・ムービー』（The SpongeBob SquarePants Movie、2004年）も監督する。しかし、ニコロデオンはより多くのエピソードを制作するため、ヒーレンバーグはショーランナーを辞任する。そして、2013年にハリウッド大通りで再び短編映画の制作に戻る。だが、スポンジ・ボブの製作総指揮としての一定の評価を受けたことから、2015年に公開されたシリーズ『スポンジ・ボブ 海のみんなが世界を救Woo!』（The SpongeBob Movie: Sponge Out of Water、2015年）という再び2度目の映画化に向け、ストーリーを共同で執筆することとなった。
スポンジ・ボブの2回のエミー賞や6回のアニー賞などでの受賞等に加え、海洋生物の認知度を高めたという功績に対するヒール・ザ・ベイからの表彰や、全米漫画家協会のテレビアニメーション賞など、他にも数多くの受賞や表彰を受ける。
ヒーレンバーグは2017年3月、筋萎縮性側索硬化症（ALS）と診断されるが、出来る限りスポンジ・ボブの仕事に取り組み続けると述べた。しかしわずか1年半後の2018年11月26日、病気による心不全で死去する。57歳没。

## 経歴

### 青少年時代・教育
ステファン・マクダネル・ヒーレンバーグは1961年8月21日、オクラホマ州ロートンのフォート・シルで生まれる。ヒーレンバーグの父親のケリー・N・ヒーレンバーグ・ジュニアはアメリカ軍で働いていた。母親であるナンシー・ヒーレンバーグは、視覚に障害のある生徒の教育者だった。1歳のとき、家族はカリフォルニア州オレンジ郡に移り、父親は航空宇宙産業の製図工およびデザイナーとして再出発する。そして、最終的に彼の弟のブライアンは、父と同じく製図工とデザイナーになった。だが、ヒーレンバーグはこのオクラホマ州での生活のことを思い出せず、アナハイムで育ったと話すだけであった。
ヒーレンバーグへのインタビューで、子供の頃の彼自身の様子を尋ねたとき、「たぶんすべての子供のように善意があって、素朴だった思う」と彼は答えた。海の生物に対する彼の情熱は、子供時代まで遡る。フランスの海洋学者 ジャック・クストーの映画が大きな要因の1つであり、この映画は強い印象を与えることとなった。彼は子供の頃タイドプールを探検することが好きだった。
また、幼い頃から芸術への関心があった。最初に描いた絵は、オレンジのスライスだった。ヒーレンバーグが3年生のときに描いたイラスト『a bunch of army men  ... kissing and hugging instead of fighting』は、彼にとって最初の称賛を受けた作品となる。
1970年代、ヒーレンバーグはロサンゼルス郡美術館の国際アニメーショントーナメントに参加する。そこで、オランダのアニメーター ポール・ドリーセンの『The Killing of an Egg』（1977年）などを始めとする海外のアニメーション映画作品に心酔される。ヒーレンバーグはこれらについて、「私がユニークで不思議だと思った映画で、早くから記憶に残っていました。」と語った。
ヒーレンバーグは、アナハイムのサバンナ高校に通っていた。高校では、自分のことをトランペットを演奏する「バンドオタク」と表現していた。彼は15歳で、初めてシュノーケリングをする。また、サバンナの地域職業プログラムの一環として、ラグナ・ビーチのウッド・コーブでの「ダイビングプログラム」に参加する。この経験やその後行ったダイブは、大学での海洋生物学への関心を高めることになった。またヒーレンバーグは、「何かをきっかけに、海洋生物学者になりたいと決めたのですが、演奏するアーティストでいることも好きでした。」と話したが、彼の高校の教師たちは、ヒーレンバーグの芸術への関心や海への思いを知っていたため、そうしないのであれば「君はただ魚を描くべきだ」と話した。だが、その考えは退屈だと思い、「不思議で小さな絵を描く」ことで、よりこれに専念することとなる。その後、ヒーレンバーグは高校卒業後の数年間の夏の間、メイン州のファーストフード シーフードレストランでフライのクックとロブスターのボイラーとして働いていた。
ヒーレンバーグは海洋科学専攻として、カリフォルニア州アーケータのハンボルト州立大学に進学する。彼は芸術においてメジャーとは言えず、「ハンボルトで画家として成功した」と主張した。1984年、ヒーレンバーグは海洋資源に焦点を置き、自然界の資源の計画や解釈の学士号を取得した。ヒーレンバーグははじめ、修士号を取得するつもりだったが、それは芸術であると話し、取得せずにいた。

### 大学卒業〜就職・再学

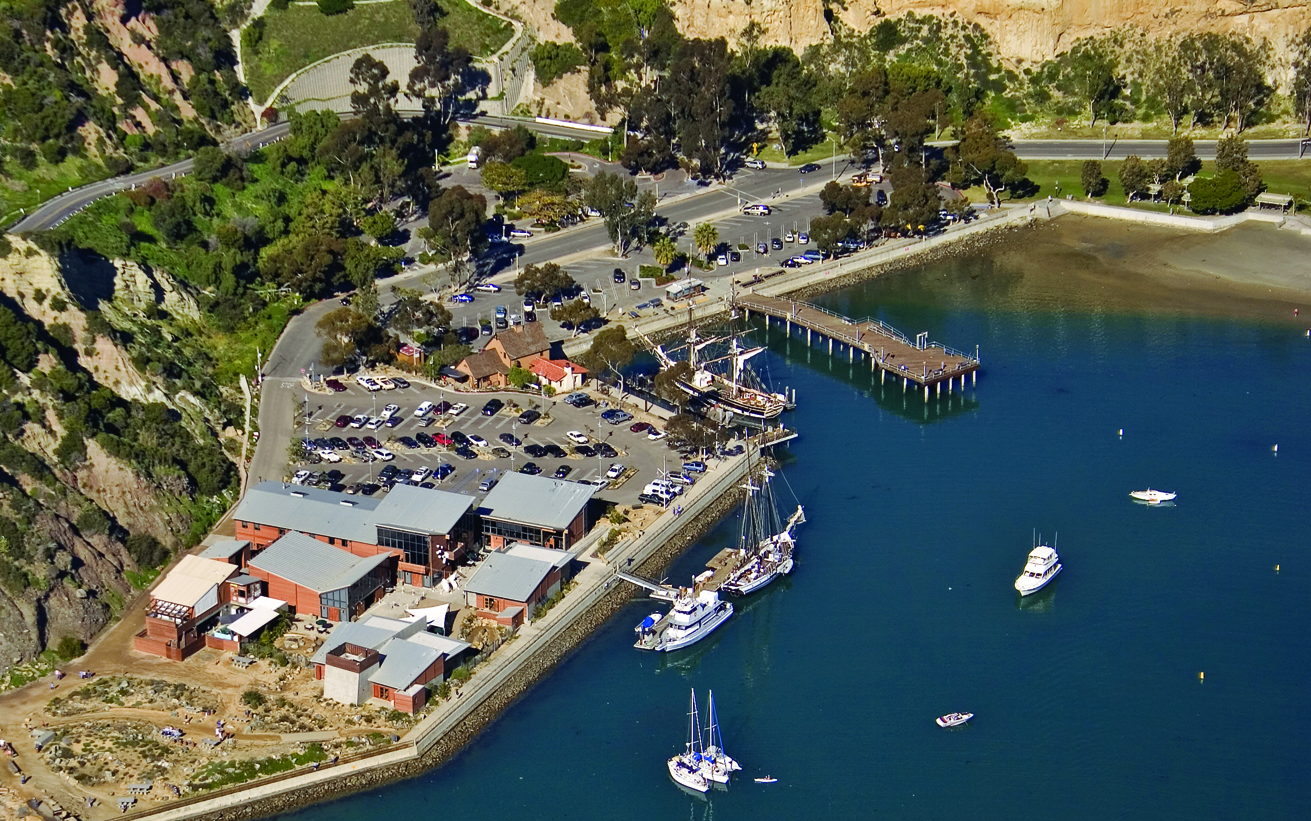
ヒーレンバーグが1980年代半ばに教えていた、カリフォルニア州デイナポイントにある、オレンジ郡海洋研究所

ヒレンバーグは大学卒業後、1984年にユタ州のパークサービスの案内人やサンフランシスコでのアートディレクターなど、様々な仕事をしてから、自分の希望の職を見つける。そして、海岸の国立公園で働きたいと考え、最終的にカリフォルニア州デイナポイントにある海洋科学と海洋史などを専門とする組織であるオレンジ郡海洋研究所（Orange County Marine Institute、現・海洋研究所）に就職する。ヒーレンバーグは、そこで3年間海洋生物学の教師だった。そこでは次のように語っている「タイドプールなどの生態学、航海史、多様性、適応（英語版）などを教えました。そこで働いて、子供たちが海底の生物、特にタイドプールの生物に夢中になっているのを見ました」。彼はデイナポイントマリーナに滞在し、スタッフアーティストでもあった。これは彼にとって「とても良い経験」だったが、この期間中、ヒーレンバーグは自分が選んだ職業よりも、芸術に興味があることに気付く。
そこで働く間、教育者の一人が、タイドプールでの動物の生活に関する教育漫画の制作に興味があるかどうか尋ねた。彼は『The Intertidal Zone』という漫画を制作し、それを使い生徒へ教えた。その本の登場人物は、擬人化された海の生物であることが特徴で、その多くはスポンジ・ボブのキャラクターとして登場する。初期のスポンジ・ボブは、実際の海綿動物に似た外見であり、主にキッチンなどで使用する一般的なスポンジに似た、後のスポンジ・ボブのキャラクターとは対照的になっている。ヒーレンバーグはこの漫画を出版しようとしたが、彼が訪ねた出版社は断った。
この期間中、ヒーレンバーグは国際アニメーショントーナメントやスパイクとマイクのアニメーションフェスティバル、そしてカリフォルニア芸術大学の学生が製作した映画が上映されるアニメーションフェスティバルなどに参加し始める。彼は、この分野でのキャリアを追求したいと決心する。ヒーレンバーグは芸術の修士号を取得する予定だったが、代わりに絵を描くために学校に戻り、1987年にアニメーターになるため辞職する。
ヒーレンバーグは、1989年にカリフォルニア芸術大学の実験アニメーションプログラム（英: Experimental Animation Program）に登録する。この決断について、彼は次のように述べた。「そのような職業を変えることは怖かったですが、皮肉なことに、アニメーションという分野は今のところとても健全な仕事で、科学の教育はこれ以上に大変だと思います。」  彼は、このプログラムの創設者であるジュール・エンゲルの下で学び、エンゲルを「芸術の父」であり指導者だと考えていた。エンゲルは、彼を『The Intertidal Zone』に感銘を受けたプログラムに受け入れる。そこでヒレンバーグは、「エンゲルも画家だったので、彼は私の絵を見て、『ああ、この男はこのプログラムにぴったりだ』と言うことが簡単に出来たと思います。私にはアニメーションの経験がなかったからです。」と話した。ヒーレンバーグは1992年に卒業し、実験アニメーションの修士号を取得する。

### アニメーションの経験

#### 初期の作品
ヒーレンバーグは、彼にとっての最初のアニメーションの短編映画作品『Green Beret』（1992年）と『Wormholes』（1992年）をカリフォルニア芸術大学で制作する。『Green Beret』は、ガールスカウトのクッキーを売ろうとする間に家を壊し、周辺の近所を破壊できるほどの大きな手を持つ、ガールスカウト（英語版）についての話で、『Wormholes』は相対性理論についての彼の7分間の論文映画作品だった。1991年にプリンセス・グレース財団への助成金提案がされ、アメリカの演劇、ダンス、映画の新たなアーティストを支援する「相対論的現象に基づく詩的なアニメーション映画」として後者を解説する。財団は、ヒーレンバーグに大学院の映画奨学金を提供するための努力に対し、資金を供与することを同意する。2003年、彼は「それは大いに意味がありました。『スポンジ・ボブ』でさえ、私が最も誇りに思っているプロジェクトの1つに資金を与えたのです。このことは個人的な映画を作る機会を与えてくれました。」と話した。『Wormholes』は、アヌシー国際アニメーション映画祭、広島国際アニメーションフェスティバル、ロサンゼルス国際アニメーション祝賀会、オーバーハウゼン国際短編映画祭、またオタワ国際アニメーションフェスティバルなど、主にこれらをはじめとした複数の国際的なアニメーションフェスティバルで上映され、この内、『Wormholes』はベストコンセプトを獲得する。LAウィークリーは、映画に「ロードトリップ」と「ザップコミカル」という独自のラベルという形で評価を付けるが、ニューヨーク・タイムズのマノーラ・ダルギスは、独創的であると意見を述べる。
ヒーレンバーグは、実験的なアニメーションでは「何でもできる」と説明した。これで彼は、従来の映画の制作方式に代わるものを探求していたが、それでも彼は「業界スタイル」（英: "an industry style"）を採用しようと試みる。一例として、「砂の山の変化を撮影することで、砂から1つの作品を作る」ことより、映画を伝統的にアニメ化することを好んだ。ヒーレンバーグには、アニメーションの学生として制作した短編映画が少なくとも1つあったが、タイトルには明記されていなかった。

#### ロッコーのモダンライフ
アニメーション事業における、ヒーレンバーグの最初のプロとしての仕事は、ニコロデオンの最初の社内制作漫画である『ロッコーのモダンライフ』（Rocko's Modern Life、1993年 – 1996年）の監督だった。1992年のオタワ国際アニメーションフェスティバルで、ストーリーのクリエイターであるジョー・マレーと出会った後、彼は『Wormholes』とマレーの『My Dog Zero』で競い合ったのち、テレビネットワークで「この業界で仕事を見つけて就職しました」と話した。当時、『ロッコーのモダンライフ』を監督する人を探していたマレーは、ヒレンバーグの映画を見て、彼にテレビシリーズの監督的役割を与えた。
ヒーレンバーグは放送中、『ロッコーのモダンライフ』でマレーと密接に協力していた。彼は監督以外に、いくつかのエピソードのプロデュース、脚本、ストーリーボードを担当し、エグゼクティブストーリーエディターを務めた。1995年、最終シーズンである第4シーズンでクリエイティブ・ディレクターに昇進し、プリプロダクションとポストプロダクションの監督を補佐する。このシリーズによって、彼は持っていた借金を返済することが出来た。後に彼は、『ロッコーのモダンライフ』の任期から、「テレビ用のアニメーションの作成と制作について、多くのことを学びました」と語った。

#### スポンジ・ボブ

##### 制作
『スポンジ・ボブ』のアイデアは、オレンジ郡海洋研究所でヒーレンバーグが教師を務めていた1986年頃まで遡る。彼は、『The New Adventures of Mighty Mouse』（1987年 – 1988年）や『Pee-wee's Playhouse』（1986 – 1991年）などの子供向けテレビシリーズが「彼の中にある何かを奮い立たせた」きっかけとなる。そこで、「これがすべての人々に当てはまるかどうかは分かりませんが、私はこれについて何かを考え始め、実際にそれを実現するか、他の誰かを信用させるにはおよそ10年かかると思っています。そうした中で、『スポンジ・ボブ』をまとめるのに数年かかったのです。」と話した。
『ロッコーのモダンライフ』の制作中に、作家の1人であるマーティン・オルソンは『The Intertidal Zone』を読み、ヒーレンバーグに同様のコンセプトをもとにしたテレビシリーズを制作するよう勧める。しかし彼は、「ジョー・マレーが相当悩んでいるのを見て、出てきたすべての問題を解決した後では、自分の作品はあまり作りたいとは思いません。」と話し、制作を勧められた時点では、彼はまだ自身のシリーズなどを制作することは考えていなかった。しかし、2002年に彼が「すべての年中、これら二つの全く違うようなことをしているように思いました。それが何を意味しているのか疑問に思いましたが、統合が見られなかったのです。何かをするのに多くの時間をまだ費やしておらず、また別のことをするのを諦められたので安心しました。」と話し、彼がやったことがあるのなら、これが最良のアプローチなのだと気づく。彼はある日、車でサンタモニカ高速道路のビーチへ運転していたとき、ついに自分のシリーズを制作することにしたと表明する。
ストーリーのコンセプトを構想している間、ヒーレンバーグはオレンジ郡海洋研究所での教育経験と、カニやタコ、ヒトデ、海綿動物などのタイドプールの動物によって、子供のときに魅力を感じていたことを思い出す。そのことで、「キャラクターが、魚よりも私たちに似た水中の小さな町を作りたかったのです。彼らは火を持ち、散歩をして、車を運転しています。そして、彼らにはペットと休日があるのです。」と話して、このシリーズを水中という設定で、それらの生き物に焦点を当てて制作していくべきだと考える。それは、ヒーレンバーグがストーリーのために好む、「素晴らしいが、信じられるもの」ということに合てはまっていた。また、このシリーズが『レンとスティンピー』（The Ren & Stimpy Show、1991 – 1995年）などのバディコメディー作品に代表される、当時最も人気があった作品よりも注目を浴びたいと望んでいた。その結果、彼が考えることの出来る最も不思議な海の生き物である、1人の主人公に焦点を合わせることになる。これについて、「私は無邪気なキャラクターについてのストーリーを作りたかったので、海のスポンジに焦点を当てました。なぜなら、それは面白く不思議な生き物だったからです。」と話し、主人公をスポンジとして構想していく。1994年、ヒーレンバーグはスポンジ・ボブを含めた『The Intertidal Zone』のキャラクターをさらに発展させていく。
スポンジ・ボブは、漫画での「アナウンサー」という立場だった。スポンジ・ボブは実際の海綿動物に似ており、ヒーレンバーグは初期の段階で、「海洋科学の教師として、生物学的にしていくことが正しいことだった」と言い、この考えで構想を続けていた。新たなキャラクターの性格を決める際、彼はチャールズ・チャップリンやローレル&ハーディ、ジェリー・ルイス、ピーウィー・ハーマン、アボットとコステロ、三ばか大将など、彼が楽しんだ、無邪気でまるで子供のような人物からインスピレーションを得た。その後、彼は「とても面白そうには見えませんでした。漫画の中の言葉に関しては、簡単に判断できたと思います。彼は私が探していたキャラクターのタイプにとてもマッチしているように見えたんです。」と語り、主にキッチンで使用するスポンジを使ってキャラクターをモデリングすることを検討し、このアイデアがキャラクターの特徴の四角い形である個人性と適することを解する。このシリーズの中心的なキャラクターを示すため、ヒレンバーグはトム・ケニーに着目する。トム・ケニーのアニメーション経験は、ヒーレンバーグの『ロッコーのモダンライフ』で始まった。
ヒーレンバーグは、ニコロデオンの役員へこの漫画の売り込みをしながら、ニコロデオンへハワイアンシャツを着て、テラリウムなども連れ、そしてさらに、そこでのテーマを演出するため、ハワイの音楽を演奏したりする。最終的に、この売り込みは成功する。ニコロデオンの役員エリック・コールマンは、このことを「かなり驚くべきもの」と表現した。『スポンジ・ボブ』のクリエイティブ・ディレクターであるデレク・ドライモンは、売り込みではストレスが多いと言ったものの、「非常にうまくいった」と話した。そしてニコロデオンは、ストーリーを制作するための制作費を、ヒーレンバーグに支払うことを承諾する。

##### 放送
『スポンジ・ボブ』は、ニコロデオン初の土曜日の朝のオリジナルアニメだった。1999年5月1日に最初にパイロット版が放送され、同年7月17日に正式に放送を開始した。ヒーレンバーグは、このストーリーの前提として、「無邪気で、実際の生活では常にそうだとは思えないようなこと」であると述べた。このストーリーは、評論家からも好意的な評価を受け、さまざまな年齢層へのアピールをしたことで注目される。タイム誌のジェームズ・ポニエウォジクは、このキャラクターのことを、「気質的にも身体的にも、反バート・シンプソンだ。彼の作中での頭の形は、とても四角くすっきりしていて、彼によく合っている形だと思います。そのうえ良心的かつ楽観的で、世界と彼の周りの悪しきところに対して目を向けないのです。」と話した。一方、ニューヨーク・タイムズの評論家のジョイス・ミルマンは、このストーリーについて、「非常に上手く制作されていて、大人を飽きさせないように出来ています。これはテレビの中でもとても魅力的な漫画作品で、とても不思議に思えるような作品の1つなのです。」と述べる。
スポンジ・ボブはすぐさまヒットした。放送中の最初の1か月以内に、ポケットモンスター（1997年 – ）の土曜日の子供向け番組としての最高評価を更新する結果となった。2001年末まで、この番組はテレビでの子供向け番組の中で最高の評価を誇っていた。この結果から、ニコロデオンは、月曜日から木曜日のプライムタイムに『スポンジ・ボブ』を放送するようになった。この方式のプログラムの変更により、古くからの視聴者の数が大幅に増加した。2002年5月までに、番組の総視聴者数は6100万人を超え、このうち約2000万人は18歳から49歳だった。ヒーレンバーグは、「私はこれがここまで達するとは想像していませんでした。スポンジについての番組を制作し始めようとしたときには、『あなたはこの種の流行を予想することはできない。』と言われましたが、私たちは自分自身を笑わせようとし、そのことが子供に適するかどうか尋ね、また大人に好かれることを願っています。しかし、私たちが本当に望んでいたのは、大学の聴衆だと思っていました。」と話し、この番組が大人にも非常に人気のある作品になることは期待していなかった。そして『スポンジ・ボブ』は、ニコロデオンで最も長く続いているシリーズの1つとなった。「10年。私はこれまで、またこれほどまで長くストーリーに取り組んでいくなんて想像していませんでした。想像するなんて出来ませんでした。私たちはシーズンや、ある種の信者的な熱狂的ファンを得られるかもしれないと本当に思っていました。」とヒレンバーグは語り、2009年に番組は10周年を迎えた。これらの人気によって、番組はMTVネットワークスのメディアフランチャイズにもなる。2015年現在、スポンジ・ボブは120億ドルのマーチャンダイジング収益を生み出している。

##### 出発
2002年、ヒーレンバーグは、2004年に公開された『スポンジ・ボブ/スクエアパンツ ザ・ムービー』の制作に集中するため、第3シーズン（英語版）が終了した後、ストーリーの制作を中断する。このことについてヒーレンバーグは、「映画とこのシリーズを同時にやりたいとは思いません。私たちには60のエピソードがあり、それはおそらくニコロデオンが本当に必要とするくらいの多くのエピソードです。この60というエピソードの数は、このようなストーリーの標準的な話数だと思います。私は少しリサーチをしたのですが、人々は通常のシリーズと映画を同時にやっているとおかしいと言うのです。それならば、私はむしろ映画で良い仕事をすることに集中したい」と話した。彼は、シリーズの他の5人の作家アニメーターであるポール・ティビットやデレク・ドライモン、アーロン・スプリンガー、ケント・オズボーン、そしてティム・ヒルらと共に考案した物語から、映画を監督する。作家は空想上のヒーローの探求をして、最終的に盗まれた王冠を探し出し、スポンジ・ボブと彼の親友パトリック・スター（英語版）を浮かび上がらせる、というストーリーを考え出す。2003年、『スポンジ・ボブ/スクエアパンツ ザ・ムービー』の制作中、彼の師だったジュール・エンゲルが94歳で亡くなる。ヒーレンバーグは、映画をエンゲルの記憶に捧げた。ヒーレンバーグは、エンゲルは「自分の人生の中で、最も影響力のある芸術家だった」と述べた。『スポンジ・ボブ/スクエアパンツ ザ・ムービー』は世界中で1億4000万ドルの収益を上げ、批評家からも肯定的な評価を受ける。レビューアグリゲーターのウェブサイトRotten Tomatoesは、125件のレビューに基づいて68％の評価を得ており、平均評価は6.2/10だった。その総意は要約すると、「子供たちとその親の両方にとって、馬鹿げていてとても面白い」としている。
映画の完成後、ヒーレンバーグは『Jumping the shark』シリーズを終了させたかった。2002年、「私たちは今、エピソード40から60に取り組んでおり、私は常に、それをアニメ番組の典型的な方法だと考えていました。例えば『レンとスティンピー』は、そのくらい続いたのです。そして、私は今、これ以外の別のプロジェクトを遠目ほどで見る良い時期だと思いました。私は個人的に、他の人があなたのショーを見たくないところへ、わざわざ行かなくても良いと思います。」とヒーレンバーグは話した。しかし、ニコロデオンはより多くのエピソードの制作を望んでいた。「この番組は、放送局にとってはあまりにも大金を稼ぐほどのものではなかったのです」と、ストーリーボードディレクターのサム・ヘンダーソンは述べた。当初ヒーレンバーグは、彼なしでストーリーを続けることに疑問を持っていた。そこで、「ニコロデオンの幹部たちは、私の貢献が重要で、尊敬していると思います。元のコンセプトと品質などを維持したいのです。」と言った。その結果、ヒーレンバーグはショーランナーを辞任し、信頼できるスタッフメンバーであるポール・ティビットを後継に任命する。『スポンジ・ボブ』の制作に直接関与することはなくなったものの、製作総指揮としての地位を維持し、各エピソードをレビューする助言的な役割の立場を継続させた。彼がショーをする間、オウムのポティーに声をかけ、録音スタジオでデレク・ドライモンと共に座り、録音中の声優を監督していた。第4シーズン（英語版）の間、ティビットがポティーを担当し、アンドレア・ロマーノがボイス・ディレクターとして交代した。
2014年、ティビットは彼のTwitterアカウントで、ヒーレンバーグが制作に戻ると発表した。しかしティビットは、ヒーレンバーグがどのような立場に就くかどうかを指定しなかった。2012年には早くも、ヒーレンバーグはシリーズに基づき別の映画にすでに貢献しており、そのことは2011年に最初に報告され、翌年には正式にティビットはディレクターとして発表されることになった。またティビットは、ヒーレンバーグと共にストーリーを書いた。そうした中で、「毎日クルーと一緒に、スタジオで仕事をしていました」と話した。執筆以外に、ヒーレンバーグは製作総指揮も担当した。2014年、ヒーレンバーグは「実際に映画が終わったら、ショーの制作に戻りたいと思います。ストーリーを考えるのはますます難しくなっています。ポール・ティビットと私は本当に妙案を考え出して、新たな題材を着想させていくつもりです。」と話した。『スポンジ・ボブ 海のみんなが世界を救Woo!』と呼ばれるスポンジ・ボブの第2作目の映画は2015年に公開され、好評を博した。現在、Rotten Tomatoesの評価率は80％、平均評価は6.5/10である。世界中で3億2340万ドルの収益を上げ、『ザ・シンプソンズ MOVIE』（The Simpsons Movie、2007年）に続いて、アニメーションのテレビ番組に基づく2番目に高い収益を上げた映画になった。

##### 論争
スポンジ・ボブは広く知られ、親しまれているが、公の論争にたびたび巻き込まれている。2005年、スポンジ・ボブや子供のショーの他のキャラクターらが、多様性と寛容性を促進するために共に歌っていたプロモーションビデオが、スポンジ・ボブが「同性愛を擁護する」ために使用されていると見られたことで、福音派団体によって批判される。その内、福音派団体フォーカス・オン・ザ・ファミリーの1人であるジェームス・ドブソンは、同性愛を促進する内容だとするビデオを非難した。事件は、スポンジ・ボブが同性愛者であるかどうかについての関心を高めるものとなった。そもそも、このキャラクターは同性愛者の視聴者にも人気があるが、ヒーレンバーグは2002年の時点ですでにこれを否定していた。しかし、彼が性格のことを「やや無性的」だと考えていることを明確にすることになった。ドブソンのコメントの後、ヒーレンバーグは自分が今いる立場を再び確認し、性的嗜好は、彼らがシリーズで「やろうとしていること」には関係していないのだと述べる。ドブソンは後に、彼のコメントは文脈から外れ、彼のはじめの不満は、スポンジ・ボブやそのビデオ、またはビデオのキャラクターらのいずれかでもなく、むしろビデオをスポンサーした組織であるウィー・アー・ファミリー・ファウンデーションにあったと述べた。

#### その他の追求
1998年、ヒーレンバーグは、テレビと映画の制作会社であるユナイテッド・プランクトン・ピクチャーズを設立し、スポンジ・ボブやその他関連メディアを制作する。2011年から2018年にかけ、同社はこの漫画をベースとするシリーズである『SpongeBob Comics』を出版した。ヒレンバーグは2011年のプレスリリースでベンチャーを発表し、そこで「ファンが、最終的に私からのスポンジ・ボブの漫画を楽しんでくれることを願っています。」と話した。そして、ジェームス・コチャルカやヒラリー・バルタ、グラハム・アナベル、グレッグ・シーギエル、ジェイコブ・シャボットをはじめとする様々な漫画家が、漫画の多くの問題の解決に貢献している。ジェフ・レンバーグによると、彼の著書『Who's Who in Animated Cartoons』ではヒーレンバーグは、ロブ・ゾンビの漫画シリーズ「The Haunted World of El Superbeasto」をベースとした、2006年に公開が予定されている第2の長編アニメーション映画を共同執筆および共同監督していた。彼は、2007年のデレク・ドライモンによるパイロット版の『Diggs Tailwagger』の執筆に助勢する。そして、ヒーレンバーグは2009年に、自らはあまり議論したくはなかった別の2つのテレビプロジェクトを開発していると述べた。
2010年、ヒーレンバーグはハリウッド大通りで働き始め、アニメーションフェスティバルのための新しい短編映画の制作に再び戻る。そこで2分間の映画を作る際、歩く人々をビデオテープに録画し、歩行サイクルを用いてアニメーション化する。ヒレンバーグは2012年に、「この映画を完成させたい。それは永遠にかかると思う。」と話した。彼はこの年の秋に完成させることを目指していた。2013年、制作を始めてから3年後、ハリウッド大通りはフェスティバルを開催する。ヒーレンバーグは、それについて「個人映画」だと特徴付け、「それは物語ではなく、まさに私たちの町の人々に関するものだ」と述べた。

### 結婚・家族・私生活
ヒーレンバーグは1998年に、カルバーシティのニュー・スクール・オブ・クッキングで教えていた南カリフォルニアのシェフであるカレン・アムランドと結婚する。ヒーレンバーグは、彼女のことを自分が知っている中で最も面白い人だと考えていた。同年、夫婦に最初で唯一の子供、クレイが生まれる。ヒレンバーグは以前、ハリウッドとパサデナに居住し、家族と共にカリフォルニア州サンマリノ（英語版）に亡くなるまで住んでいた。彼の趣味は、サーフィン、シュノーケリング、スクーバダイビング、水泳、そしてギターの「うるさいロック音楽」の演奏だった。そして、ドラマーである息子とジャムをした。ヒーレンバーグはこれを「お互いを結びつける素晴らしい方法」と呼んだ。彼は家でバードウォッチングも楽しんでいたが、常に「海が大好き」だと言っていた。彼は家族や友人、ファンの間で「スティーブ」という愛称でも知られていた。彼の同僚によれば、ヒーレンバーグは「完璧主義で働きすぎな人」だった。また、私的な性格としても知られていた。さらに、『スポンジ・ボブ/スクエアパンツ ザ・ムービー』の共同プロデューサーであるジュリア・ピスターは、ヒーレンバーグは「とても恥ずかしがり屋」だと話した。彼女は続けて「彼は人々に、自分の人生や家族について知ってほしくない。彼は家族を第一に考え、会社の高潔さを保つために私たちに気を抜かない、ユーモアのセンスが非常に面白くて現実的な人です。」と話した。ヒレンバーグは自身について「私は物を描き、作ることが好きだったので、アニメーションを制作しています。カメラで何かに出演したり、有名人になったりすることには全く興味がないのです。私は人々のことが嫌いというわけではないのですが、プライバシーを持つことが好きなのです。」と話した。

#### 慈善活動
ヒーレンバーグは妻のカレンと共に、2005年に設立されたユナイテッド・プランクトン・チャリタブル・トラストを通じ、数多くのプロジェクトと団体を授与する。この財団は、ヒーレンバーグのユナイテッド・プランクトン・ピクチャーズから名前が採用され、2人が個人的に関心のある分野をサポートし、2017年現在で年間50万ドル弱が寄付されている。助成の対象には、カレンが会長を務めるロサンゼルス郡美術館や、芸術と音の社会活性化協会など、大規模で確立された芸術の関連組織が含まれる。この内、健康に関するものが助成金のほとんどを占める。さらに、他の国際的な保健機関の中でも、プランド・ペアレントフッドや国立多発性硬化症協会にも提供していた。
教育面では、パサデナの工科学校、カリフォルニア州立大学、ハンボルト州立大学などといった学校に提供していた。後者への寄付では、大学の海洋科学を研究する学生を支援するために2018年に設けた、ハンボルト州立大学内の学部であるマリーンラボ（英: HSU Marine Lab）と、ステファン・ヒーレンバーグ海洋科学研究賞基金（英: Stephen Hillenburg Marine Science Research Award Endowment）への資金提供に役立つ結果となった。この前年、プリンセス・グレース財団は、ヒレンバーグから新たなアニメーターの育成のための年間助成金であるステファン・ヒーレンバーグ・アニメーション奨学金（英: Stephen Hillenburg Animation Scholarship）を導入していた。

### 病との戦いと死、そして伝承
ヒーレンバーグは2017年3月、バラエティ誌に対し、脳および脊髄の運動ニューロン能力低下をもたらす神経変性疾患である筋萎縮性側索硬化症 (ALS) と診断されたことを明らかにする。彼はこの出版物に声明を発表し、「出来る限り」スポンジ・ボブの制作などの仕事に取り組み続けると述べる。また、そこに次のように付け加えた「家族と私は、愛と支援を注ぎ込んでくれたことに感謝しています。この間、プライバシーに対する誠実な望みを尊重して頂きますよう、よろしくお願します」。彼の周りからの情報によると、ヒーレンバーグは当時、病の初期段階にあった。
2018年11月26日、ヒーレンバーグは自宅で死去する。57歳没。死因は、ALSの疾患による心不全だった。死亡証明書によれば、遺体は次の日に火葬され、遺体の灰はカリフォルニアの海岸から少なくとも460m（500ヤード）離れた太平洋に散乱された。
第53回スーパーボウルのハーフタイムショーでは、バンドのマルーン5が、ヒーレンバーグの死に敬意を表す手段として、ショー中にスポンジ・ボブのエピソードの1つ「イカルド楽団」のクリップを使用するよう手配した。ヒーレンバーグへの献身的な意味合いも含む「Sweet Victory」は、メルセデス・ベンツ・スタジアム内で歌われたが、ゲーム中はそうではなく、多くのファンを怒らせる結果となった。
また、テレビスペシャル『スポンジ・ボブの誕生日』と、2020年に公開された第3作目の映画『スポンジ・ボブ: スポンジ・オン・ザ・ラン』は、ヒーレンバーグに捧げられたものである。

## 賞と栄誉
1992年、ヒレンバーグの初期の作品の1つである『Wormholes』は、オタワ国際アニメーションフェスティバルでベストコンセプトを獲得する。『スポンジ・ボブ』では、ヒレンバーグが17のエミー賞にノミネートされ、2010年と2014年にそれぞれ、優れた特別クラスアニメーションプログラムと優れたサウンド編集のカテゴリで受賞する。また、アニー賞のノミネート17回で6回受賞し、4回のノミネートのうち2回の英国アカデミー児童映画賞の受賞など、複数の受賞とノミネートを受ける。2002年に『スポンジ・ボブ』は、最初の若者のためのプログラミングの優れた業績に対するTCA賞のノミネートを獲得する。
2001年、環境非営利団体であるヒール・ザ・ベイは、ウォーク・ザ・トーク賞でヒーレンバーグを表彰する。表彰の理由としては、『スポンジ・ボブ』を通じて、海洋生物に対する一般の人々の認識といった認知度を高めたということだった。翌年、ヒーレンバーグは全米漫画家協会からテレビアニメーション賞を、またプリンセス・グレース財団からプリンセス・グレース像賞を受賞する。2018年、ヒーレンバーグは第45回アニー賞でウィンザー・マッケイ賞を受賞する。そして、第45回デイタイム・エミー賞での特別評価は、「アニメーション分野および放送業界での彼の貢献と影響に対して」であった。

## フィルモグラフィー

### 映画
| 邦題（上段） 原題（下段）                                                        | 公開年 | 出演                             | 担当職務                                                                      | 出典                    |
| -------------------------------------------------------------------------------- | ------ | -------------------------------- | ----------------------------------------------------------------------------- | ----------------------- |
| — The Green Beret                                                                | 1992   | —                                | - 監督 - 脚本 - アニメーター                                                  | [ 32 ]                  |
| — Wormholes                                                                      | 1992   | —                                | - 監督 - 脚本 - アニメーター                                                  | [ 32 ]                  |
| スポンジ・ボブ/スクエアパンツ ザ・ムービー The SpongeBob SquarePants Movie       | 2004   | ポッティー（声の出演）           | - 監督 - プロデューサー - ストーリーボード・アーティスト - 脚本 - 製作 - 原案 | [ 125 ] [ 126 ] [ 127 ] |
| — Hollywood Blvd., USA                                                           | 2013   | —                                | - 監督 - プロデューサー                                                       | [ 102 ]                 |
| スポンジ・ボブ 海のみんなが世界を救Woo! The SpongeBob Movie: Sponge Out of Water | 2015   | ベビーカーの赤ちゃん（声の出演） | - 製作総指揮 - 原作                                                           | [ 82 ] [ 84 ] [ 127 ]   |

### テレビ
| 邦題（上段） 原題（下段）                                    | 放送年          | 出演                                                                                        | 担当職務 | 出典                                        |
| ------------------------------------------------------------ | --------------- | ------------------------------------------------------------------------------------------- | --- | ------------------------------------------- |
| ロッコーのモダンライフ Rocko's Modern Life                   | 1993年 – 1996年 | —                                                                                           | - 製作監督 - 監督 - エグゼクティブ・ストーリー・エディター - ストーリーボード・アーティスト - ストーリーボード・ディレクター - プロデューサー - 脚本                                                                          | [ 5 ] [ 13 ] [ 22 ] [ 128 ]                 |
| スポンジ・ボブ SpongeBob SquarePants                         | 1999年 – 2018年 | - 鉱夫 - ポッティー（声の出演） - 画家 - 監督（声の出演、ステファン・ヒーレンバーグとして） | - 製作 - 製作総指揮（第1 – 第12シーズン） - ショーランナー（第1 – 第3シーズン） - ストーリーボード・ディレクター（第1 – 第3シーズン） - 音声監督（第1 – 第3シーズン） - 声優（第1 – 第3シーズン） - 脚本（第1 – 第3シーズン） | [ 45 ] [ 32 ] [ 72 ] [ 129 ] [ 77 ] [ 130 ] |
| — Square Roots: The Story of SpongeBob SquarePants（英語版） | 2009年          | 自身                                                                                        | ドキュメンタリー | [ 131 ]                                     |